# Trèves, Rhône
Trèves este o comună în departamentul Rhône din sud-estul Franței. În 2009 avea o populație de 687 de locuitori.

## Evoluția populației
| An        | 1975 | 1982 | 1990 | 1999 | 2006 | 2009 |
| --------- | ---- | ---- | ---- | ---- | ---- | ---- |
| Populație | 321  | 394  | 471  | 558  | 675  | 687  |